# Arthrolips mollinus
Arthrolips mollinus är en skalbaggsart som först beskrevs av Schwarz 1878.  Arthrolips mollinus ingår i släktet Arthrolips och familjen punktbaggar. Inga underarter finns listade i Catalogue of Life.